# Uinta-Streifenhörnchen
Das Uinta-Streifenhörnchen (Tamias umbrinus, Syn.: Neotamias umbrinus) ist eine Hörnchenart aus der Gattung der Streifenhörnchen (Tamias). Es kommt in mehreren amerikanischen Bundesstaaten von Kalifornien bis Wyoming und Colorado vor.

## Merkmale
Das Uinta-Streifenhörnchen erreicht eine durchschnittliche Kopf-Rumpf-Länge von etwa 12,0 bis 12,5 Zentimetern, die Schwanzlänge beträgt etwa 8,9 bis 11,9 Zentimeter und das Gewicht etwa 51 bis 74 Gramm. Die Rückenfarbe ist Braun und wie bei anderen Arten der Gattung befinden sich auf dem Rücken mehrere dunkle Rückenstreifen, die durch weiße Streifen getrennt und gegenüber den Körperseiten abgegrenzt sind. Im Gesicht befinden sich ebenfalls zwei weiße Streifen, dazwischen zieht sich ein brauner bis zimtbrauner Streifen über das Auge. Die Körperseiten sind zimtbraun bis gelblich-orange oder hellbraun. Die Kopfoberseite ist gräulich und hinter den Ohren befindet sich im Nacken ein weißer bis cremeweißer Postaurikularfleck. Die Bauchseite ist weiß bis cremeweiß. Der Schwanz ist an der Unterseite orange- bis rotbraun und oberseits gräulich.

## Verbreitung

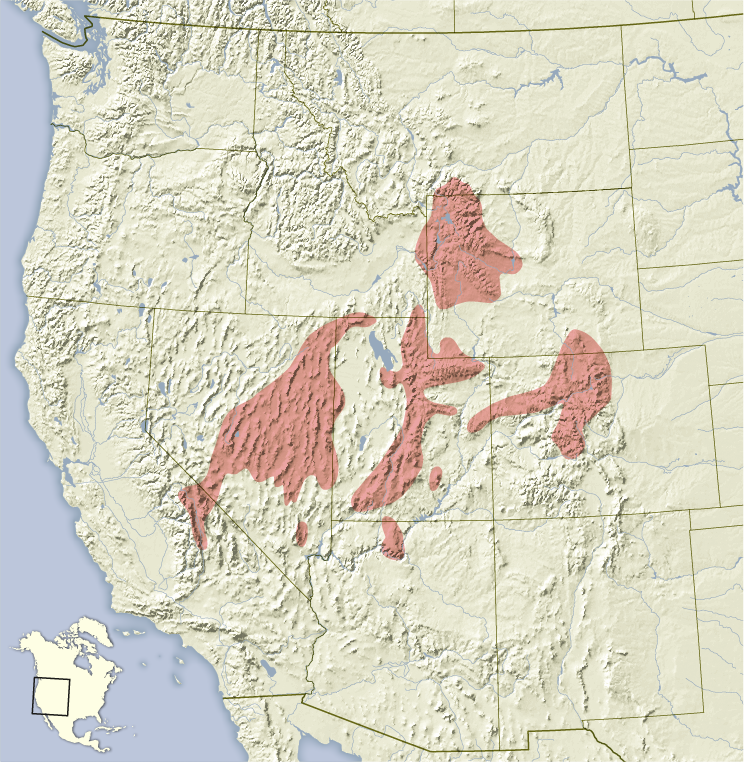
Verbreitungsgebiete des Uinta-Streifenhörnchens

Das Uinta-Streifenhörnchen kommt in den Vereinigten Staaten vom östlich-zentralen Kalifornien über Teile von Nevada und den extremen Südwesten von Montana bis in das nordwestliche und südöstliche Wyoming, das östliche Idaho und das nördliche Colorado sowie den äußersten Norden von Arizona vor.

## Lebensweise
Uinta-Streifenhörnchen leben vor allem in Nadelwald-Gebieten, d. h. in Kiefern-, Fichten- und Tannen-Mischwäldern. In Regionen, in denen auch andere Streifenhörnchen vorkommen, leben die Uinta-Hörnchen in den höheren Berglagen.
Das Uinta-Streifenhörnchen ist tagaktiv und besonders in der Tagesmitte zu beobachten. Es lebt sowohl am Boden wie auch häufig kletternd in den Bäumen. Die Tiere ernähren sich vorwiegend herbivor von den Nadelbaumsamen, die sie in den Backentaschen sammeln. Hinzu kommen andere Pflanzenteile, Pilze, Insekten, Vogeleier und kleine Wirbeltiere. Die Tiere legen Vorratslager für den Winter an. Sie überwintern meistens nicht und können das gesamte Jahr aktiv sein, einzelne Individuen bleiben bei schlechtem Wetter allerdings im Nest und können auch eine kurze Winterruhe machen. Die Nester bauen die Tiere unterirdisch zwischen und unter Steinen, in Baumhöhlen, sowie in älteren Nestern anderer Tiere im Geäst der Bäume. Die Tiere sind territorial und sie verteidigen ihre Territorien aggressiv gegen Artgenossen und andere Streifenhörnchen. Die Kommunikation erfolgt vorwiegend zur Abgrenzung der Territorien und als hochfrequente Alarmrufe.
Die Paarungszeit liegt bei dieser Art im Frühjahr. Im größten Teil des Verbreitungsgebietes kommt die Art sympatrisch mit anderen Streifenhörnchen vor. Die Überlebensrate der Tiere ist im Winter teilweise sehr gering und es kommt lokal auch zum temporären Aussterben von Populationen. Aufgrund der Größe der Tiere kommen als Prädatoren verschiedene Greifvögel, Marder, Katzen und Hunde in Frage, bei Bedrohung verstecken sich die Uinta-Streifenhörnchen in der Vegetation.

## Systematik
Das Uinta-Streifenhörnchen wird als eigenständige Art innerhalb der Gattung der Streifenhörnchen (Tamias) eingeordnet, die aus 25 Arten besteht. Die wissenschaftliche Erstbeschreibung stammt von dem amerikanischen Zoologen Joel Asaph Allen aus dem Jahr 1890, der es anhand von Individuen aus den Uinta Mountains im Summit County in Utah beschrieb. Innerhalb der Streifenhörnchen wird das Uinta-Streifenhörnchen gemeinsam mit den meisten anderen Arten der Untergattung Neotamias zugeordnet, die auch als eigenständige Gattung diskutiert wird.
Innerhalb der Art werden gemeinsam mit der Nominatform sieben Unterarten unterschieden:
- Tamias umbrinus umbrinus: Nominatform; kommt im nördlichen Utah und Südwesten von Wyoming vor.
- Tamias umbrinus adsitus: Lebt im Südwesten von Utah und im nördlichen Arizona; die Körperseiten sind etwas dunkler und der Rumpf ist weniger braun als bei der Nominatform.
- Tamias umbrinus fremonti: Im Nordwesten von Wyoming; die Körperseiten sind gelblich und die Postaurikularflecke sind gräulich weiß.
- Tamias umbrinus inyoensis: Im östlichen Kalifornien, Nevada und westlichen Utah; es handelt sich um eine relativ dunkle Form.
- Tamias umbrinus montanus: Hauptsächlich in Colorado mit einer fleckenhaften Verteilung; die Körperseiten sind grau und die Füße oberseits zimtbraun sandfarben.
- Tamias umbrinus nevadensis: endemisch in den Sheep Mountains im südlichen Nevada; die Unterart hat eine relativ graue Körperoberseite.
- Tamias umbrinus sedulus: Endemisch in den Henry Mountains im südöstlichen Utah; die Rückenfärbung ist rötlich braun, die Körperseiten sind gelblich und die Unterseite des Schwanzes ockerfarben orange.

Häufig wird das isoliert in den Spring Mountains in Nevada lebende Palmer-Streifenhörnchen (Tamias palmeri) als Unterart des Uinta-Streifenhörnchens eingeordnet, in der Regel wird es jedoch als eigene Art betrachtet.

## Status, Bedrohung und Schutz
Das Uinta-Streifenhörnchen wird von der International Union for Conservation of Nature and Natural Resources (IUCN) als „nicht gefährdet“ (Least Concern, LC) eingestuft. Begründet wird dies durch das relativ große, jedoch fragmentierte Verbreitungsgebiet und das regelmäßige Vorkommen, bestandsgefährdende Risiken sind nicht bekannt. Die Unterart Tamias umbrinus nevadensis wurde zuletzt 1960 im Hidden Forest in den Sheep Mountains in Nevada gesichtet und trotz vier intensiver Suchen nicht mehr wiederentdeckt.

## Belege
1. 1 2 3 4 5 6 7 8 9 10  Richard W. Thorington Jr., John L. Koprowski, Michael A. Steele: Squirrels of the World. Johns Hopkins University Press, Baltimore MD 2012, ISBN 978-1-4214-0469-1, S. 347–348.
2. 1 2  Neotamias umbrinus in der Roten Liste gefährdeter Arten der IUCN 2015.4. Eingestellt von: A.V. Linzey, NatureServe (G. Hammerson), 2008. Abgerufen am 2. Juli 2016.
3. 1 2  Tamias (Neotamias) umbrinus In: Don E. Wilson, DeeAnn M. Reeder (Hrsg.): Mammal Species of the World. A taxonomic and geographic Reference. 2 Bände. 3. Auflage. Johns Hopkins University Press, Baltimore MD 2005, ISBN 0-8018-8221-4.
4. ↑  Joel Asaph Allen: A review of some of the North American ground squirrels of the genus Tamias. Bulletin of the American Museum of Natural History 3, 1890; S. 45–116. (Volltext, Beschreibung der Art auf S. 96–97)
5. 1 2  Janet K. Brown, Aubrey A. Johnson, Michael A. Mares: Tamias umbrinus. (Memento des Originals vom 15. März 2016 im Internet Archive)  Info: Der Archivlink wurde automatisch eingesetzt und noch nicht geprüft. Bitte prüfe Original- und Archivlink gemäß Anleitung und entferne dann diesen Hinweis. Mammalian Species 43 (899), 2011.
6. ↑  Bruce D. Patterson, Ryan W. Norris: Towards a uniform nomenclature for ground squirrels: the status of the Holarctic chipmunks. Mammalia 80 (3), Mai 2016; S. 241–251 doi:10.1515/mammalia-2015-0004
7. ↑  Hafner, D.J., Yensen, E. and Kirkland, Jr., G.L. (compilers and editors): North American Rodents: Status Survey and Conservation Action Plan. IUCN/SSC Rodent Specialist Group. IUCN, Gland, Switzerland and Cambridge, UK, 1998. S. 57